# ファンタジー ジェルノアの章
『ファンタジー ジェルノアの章』（ファンタジー ジェルノアのしょう、英語: Phantasie）は、Strategic Simulations, Inc.（SSI）から開発・発売されたコンピュータRPGであり、『ファンタジー』シリーズの第一作である。
日本ではスタークラフトから発売された。

## ゲームプレイ
本作は、邪悪なブラック・ナイトと、その首領である悪い魔法使い・ニカデモスを打ち破るために、6人のキャラクターを操作してジェルノア島を冒険する内容である。 
プレイヤーはキャラクターのクラス(シーフ、戦士、レンジャー、修道士、神官、魔法使い)と、種族(人間、ドワーフ、ハーフリング、 エルフ 、ノーム)を1つずつ選べる。ギルドでハイアリングを登録しておくと、戦闘中に召喚魔法でエレメントを召喚し、戦闘に参加させることができる。
「ランダムモード」を選択した場合、種族はオーガ、トロール、ピクシー、ノール、オーク、ゴブリン、コボルド、リザードマン、ミノタウロスなどから選ばれる。ランダムの種族はシーフか戦士にしかなれない。
本作では次のような、様々なゲーム様式を利用できる点が注目された。町のショップでアイテムを購入できる。視野は2Dで見下ろす形のダンジョンクロウル型である。ワールドマップも見下ろす形となっている。戦闘画面はグラフィックとシステムウインドウで分かれている。それぞれのクラスに独自の戦闘スタイルとオプションがある。TBS式戦闘区分ですべてのキャラクターが特定ラウンドの戦略を選択できる。戦闘後に経験値が与えられる。戦闘はモンスターと挨拶を交わす、降伏を勧める（成功すると金が手に入る）、金を払って許しを請うなどによって回避することもできる。要件を満たしたら、プレイヤーはレベルアップするために町に戻らなければならない。町に戻るたびに年を取り、一定の年齢を過ぎると全ての能力値が0となる。能力値が0となる年齢は、エルフやドワーフなどは長く、ランダムの種族は短い。人間はその中間ほどである。戦闘に負け、パーティが全滅すると、キャラクターは復活するか、滅ぶか、アンデッドとなるかの3種の運命をたどる。アンデッドとなったキャラはレベルアップできない。また、1度死亡したキャラは全滅による復活以外に蘇生させる手段がない。

## 反響
本作は北アメリカで5万本以上を売り上げ、SSIのヒット作となった。1987年後半の時点で、SSI社が出したコモドール向けゲームとしてはベストセラーになった。ゲームレビュアーのハートリーとパティ・レッサーはDragon 120号 (1987年)の"The Role of Computers"コラムで本作のAtari ST版を絶賛しており、「Atari STの所有者は、『ファンタジー』は人々の注目を集めるだけの価値があるゲームであると考えるべきだ」と推奨している。1988年、ANALOG Computingは本作とその続編をAtari 8ビット・コンピュータ向けの最高のファンタジーRPGと称した。1991年と1993年にはComputer Gaming Worldでゲームライターのスコーピアが「たくさんの面白い特徴を持った、驚くほど良いゲームだ」と称している。

## 続編
『ジェルノアの章』の続編として、『ファンタジーII フェロンラの章』、『ファンタジーIII ニカデモスの怒り』、『ファンタジーIV 英雄の血脈』が発売された。『IV』は日本のみでの発売だった。
『III』からキャラクターのダメージに関するシステムが変更され、首、腕、脚などの部位ごとにダメージが判定されるようになり、「軽傷、重傷、喪失」の段階を踏むようになった。首や胴を喪失したキャラは死亡する。
『IV』ではキャラクターの種族や職業が追加された。特にガーゴイルは、職業も「ガーゴイル」となる特別な種族とされていた。

## 後世への影響
『ファンタジー ジェルノアの章』、『ファンタジーIII ニカデモスの怒り』、Questron IIは後に共に再発売された。Drago203号（1994年）では、サンディ・ピーターセンが"Eye of the Monitor"のコラムでレビューをし、5つ星中の2つ星とした。
また、香港などでは本作の海賊版である『幽霊戦士』が発売されており、日本のコンピュータゲーム『魔界塔士Sa・Ga』の題名の由来となった。